# 福岡県立光陵高等学校
福岡県立光陵高等学校（ふくおかけんりつこうりょうこうとうがっこう）は福岡県福津市光陽台五丁目にある全日制普通科、男女共学の公立高等学校である。

## 沿革
- 1980年 - 福岡県立光陵高等学校が設立・開校される。
- 1983年 - 第1回卒業式。

## 校訓
誠実　 自主　創造　「心身ともに健康で、誠実にして自主性・創造性に富み、国家及び社会の有為な形成者としての資質を育成する」という教育目標から校訓を決定しています。　

## 校歌
- 作詞: 岡野弘彦
- 作曲: 安永武一郎

## 通学区
福岡県第四学区内の宗像市、福津市、糟屋郡全域、古賀市、福岡市東区、博多区のうち博多・千代・吉塚中学校の校区を通学区域とする。

## 最寄り駅・バス停など
- JR鹿児島本線: 東福間駅（北九州方面）・福間駅（福岡方面）
- 西鉄バス: 光陽台4丁目バス停

住宅街の一角にあり、坂の上に建っているため、生徒は毎朝長い坂を上って登校している。
福岡方面からの通学生は、福間駅でバスに乗り換えて光陽台行きを利用している生徒も多い。
住宅地にあることにより学校の敷地外は私有地、私道となっており、近隣住民への安全やクレームを考え、通学路が厳しく定められている。

## 年間行事
- 4月 - 入学式
- 6月 - 光陵祭（文化祭）
- 7月 - 夏季課外
- 8月 - 夏季課外
- 9月 - 体育祭
- 10月 - 中学生体験入学（オープンキャンパス）
- 11月 - 創立記念日
- 1月 - 修学旅行（2年）
- 3月 - 卒業式

## 出身の著名人
- 博多大吉（漫才コンビ 博多華丸・大吉）
- 舘恭子（FBSアナウンサー）
- 島内颯太郎（プロ野球選手　広島東洋カープ）
- Rin音（ラッパー）